# Пирамида Сахура
Пирамида Сахура относится к типу гладких пирамид, находится в Абусире к северу от Саккары. В древности носила название «душа Сахура, являющаяся в свете».
Фараон Сахура (V династия) выбрал для возведения своего погребального комплекса то же место, где его предшественник (Усеркаф) возвел свой солнечный храм. Тем самым Сахура основал новый царский некрополь в северной столице — близ Мемфиса в Абусире.
К югу от пирамиды Сахура находится погребальный комплекс пирамиды Ниусерра, построенный между ансамблями Сахура и его преемника, Нефериркара. 
Комплекс Сахуры подвергся сильному разрушению строительных пород и в настоящее время весь ансамбль комплекса выглядит уже совсем не так, как во времена Древнего Египта.

## Пирамида
Имея основание с шириной боковой грани 78,1 метра и высоту 49,6 метра (ныне она сильно разрушена и метров на 15 ниже, но точнее сказать трудно, поскольку, она примерно на четверть засыпана песком), пирамида почти повторяет размеры погребального памятника Усеркафа. 
По своему силуэту пирамида Сахура походит на ступенчатую пирамиду, какие были в моде несколько столетий раньше. Это поразило ещё Борхардта, и он, решив разобраться во всём досконально, начал зондирование. Выяснилось, что строили её подобно Медумской пирамиде, то есть с ядром и добавочными слоями, и что первоначально она имела шесть ступеней. Позже эти ступени были заполнены горизонтально уложенными блоками и покрыты облицовкой из известняка  из Туры. По окончании строительства гробница Сахура имела вид «истинной» пирамиды с углом наклона стен чуть более 50°. 
Когда же позднее с неё были сняты облицовочные плиты, блоки, использовавшиеся для «заполнения», обвалились, и ступени частично обнажились. Но почему зодчий вернулся здесь к старому, давно забытому строительному методу, каким пользовались на рубеже III и IV династий, мы не знаем. К тому же методу обратились и архитекторы всех других пирамид этого некрополя.
Вход располагался с северной стороны на уровне внешней платформы. Система подземных покоев намечена сравнительно просто: коридор, облицованный известняковыми плитами, вёл в погребальную камеру (в трёх частях галереи, там, где находились блокировочные устройства, отделка была выполнена из гранита). Погребальная камера находится на уровне основания, то есть в ядре постройки и точно под его вершиной. Камера эта необычайно больших размеров (площадь — 12,6 × 3,15 метра, высота — 3,6 метра). Потолок её образуют поставленные друг против друга массивные блоки, сходившихся в форме перевёрнутой буквы «V», на которых покоятся три слоя других блоков, дабы равномернее распределить давление верхних слоёв. 

В погребальной камере были найдены остатки базальтового саркофага; сейчас попасть в неё нельзя — потолок обвалился. Некоторые из потолочных блоков имеют более 10 метров в длину и весят более 50 тонн и можно понять отчаяние работников Службы древностей: не в человеческих силах вернуть эти блоки на прежнее место, не ломая стен пирамиды.
Пирамида Сахура была ограждена традиционной каменной стеной высотой 7,5 м и около 3 м шириной, которая защищала и заупокойный храм.

## Погребальный комплекс

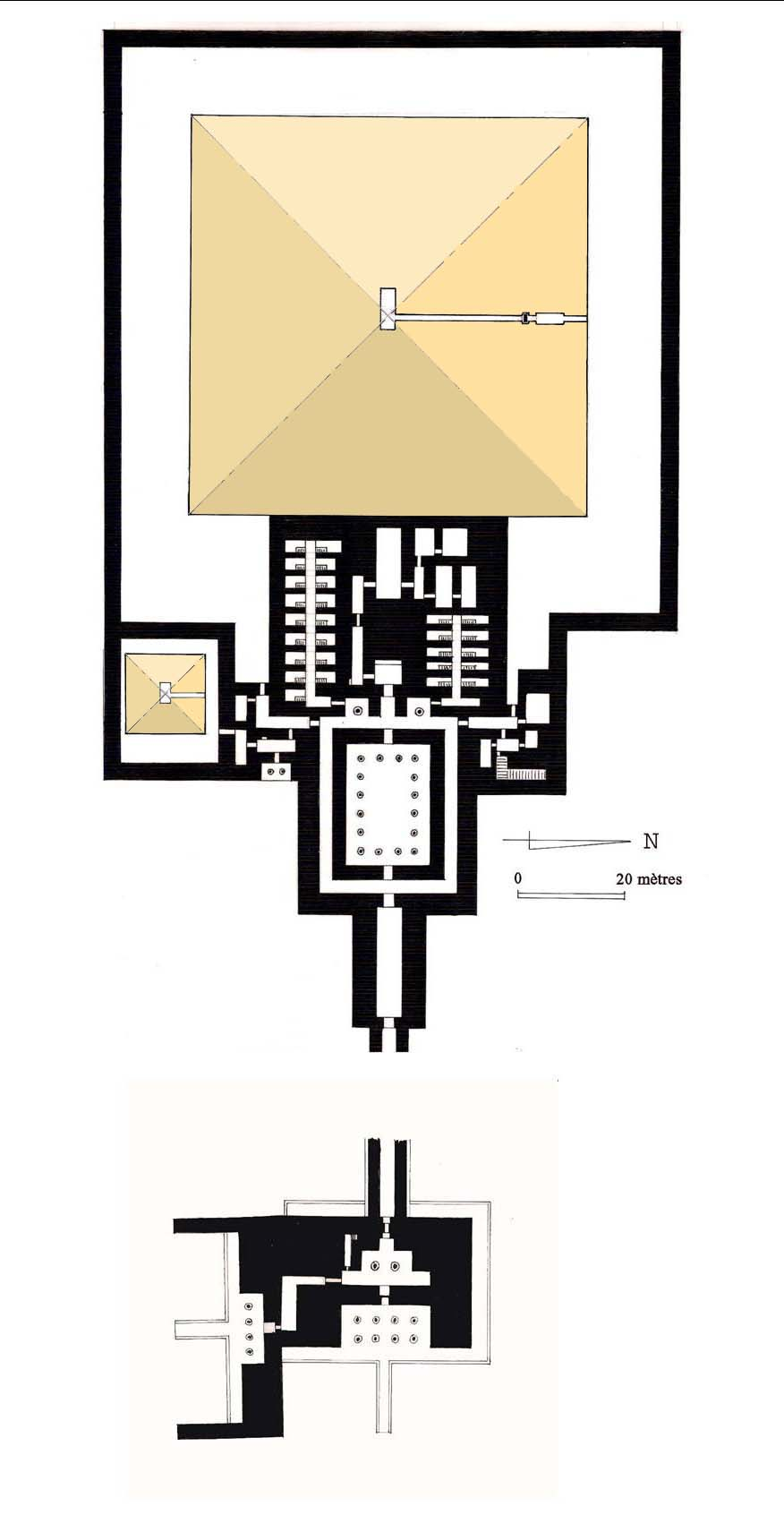
План погребального комплекса Сахура

Погребальный ансамбль пирамиды Сахура включал, как и любой другой, два храма, верхний и нижний, соединённые длинной мощёной церемониальной дорогой, а также пирамиду-спутницу в юго-западном углу ограды, носящую, видимо, ритуальные функции. Площадь основания пирамиды-спутницы составляла 15,7 × 15,7 метра, наклон стен — примерно 56°, высота — 11,6 метра; она была отделена собственной оградой. Вход в неё также был с северной стороны, а внутреннее устройство напоминало коридоры царской пирамиды.
Верхний храм был великолепным сооружением, состоявшим из трёх частей. Восточную часть храма занимала передняя, от которой начиналась «восходящая» дорога, ведущая к нижнему храму. Центральным элементом верхнего храма был продолговатый открытый двор с навесом, державшимся на 16 гранитных колоннах с капителями в виде пальмовых листьев. 
Нижний храм или «храмом долины», возведённый из камня, имел два входа: один — на востоке, другой — на юге; к каждому из них от Нила вёл пандус.
Этот комплекс станет классическим образцом строительства погребальных комплексов и будет воспроизводиться у всех последующих фараонов V династии. Впрочем и последующие династии фараонов предпочитали возводить крупные постройки, беря за образец монументы, расположенные в Абусире.
Первым эту местность исследовал  в 1830-х гг. Джон Перринг. 
Храм долины сегодня разрушен и сохранился лишь его фундамент. Базальтовые блоки основания за прошедшие тысячелетия, в результате разливов Нила, были занесены 5-метровым слоем почвы. 

## Фотографии

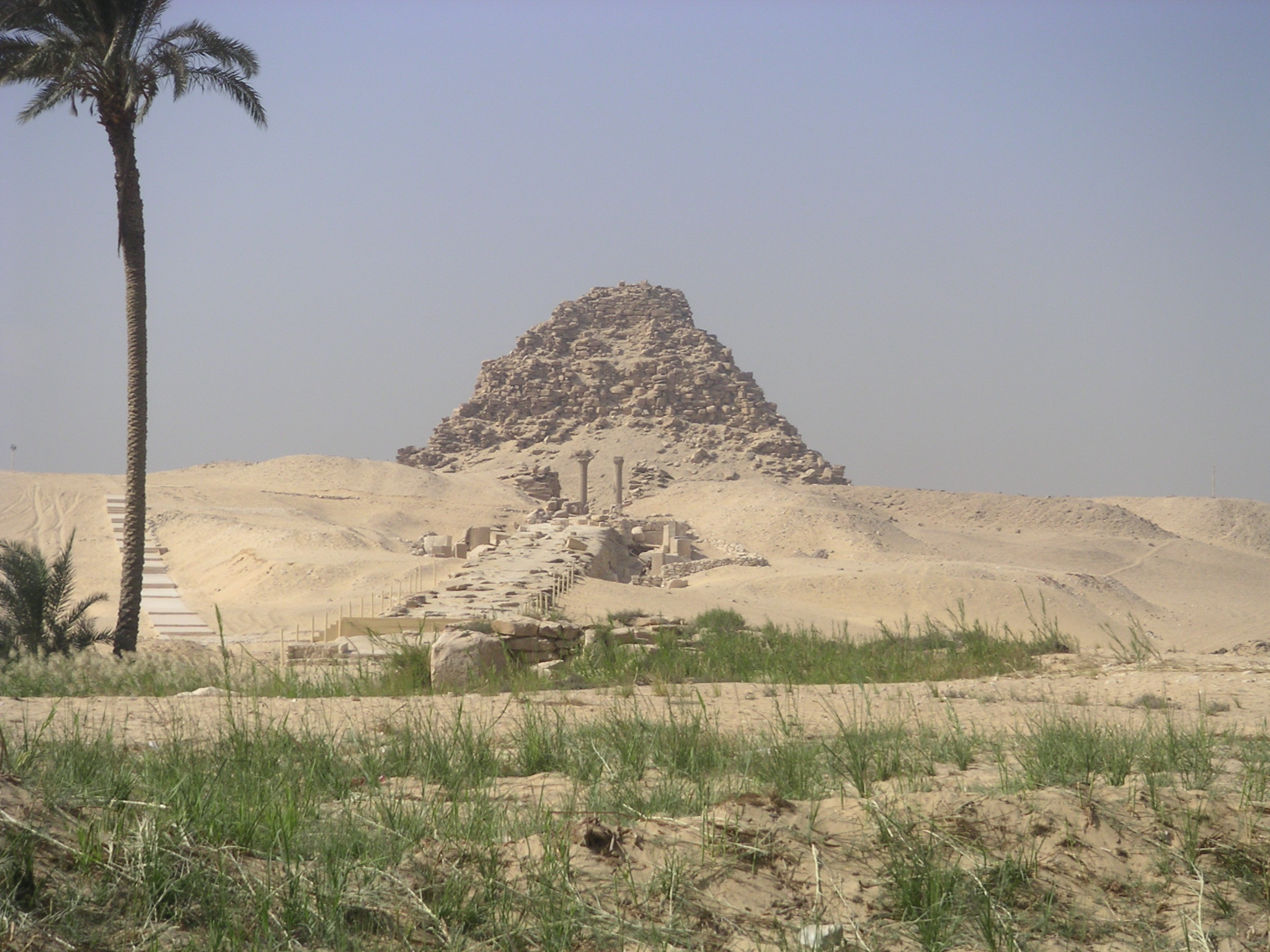
Вид на дорогу ведущую к погребальному храму и к пирамиде Сахура в Абусире
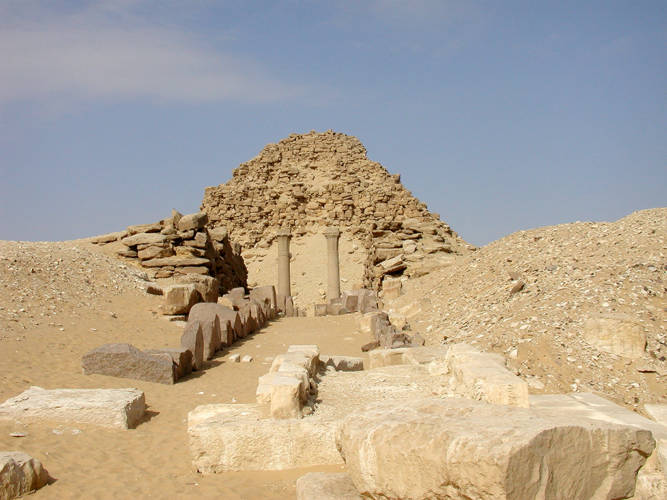
Вид сквозь погребальный храм на пирамиду
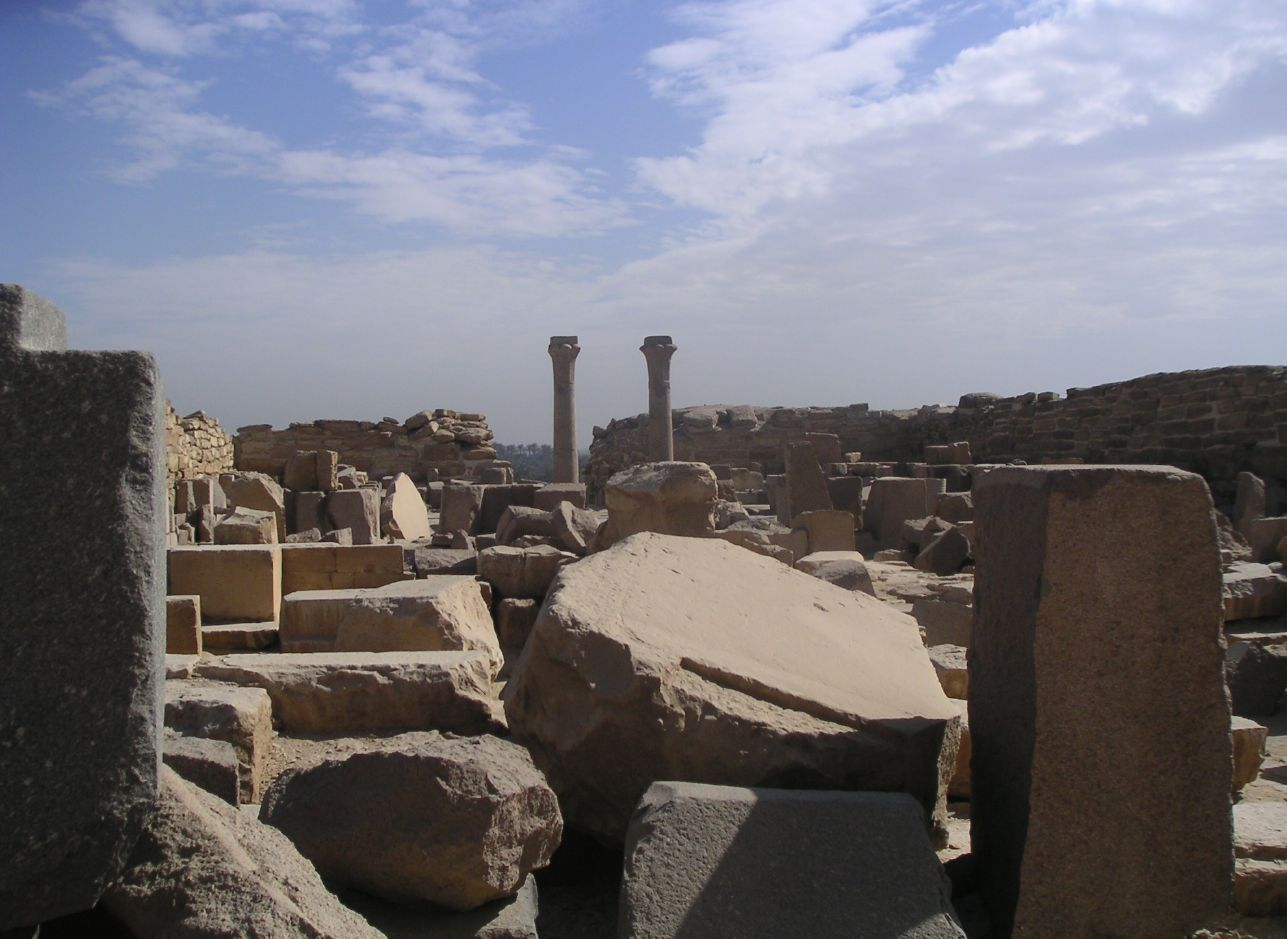
Руины погребального храма Сахура
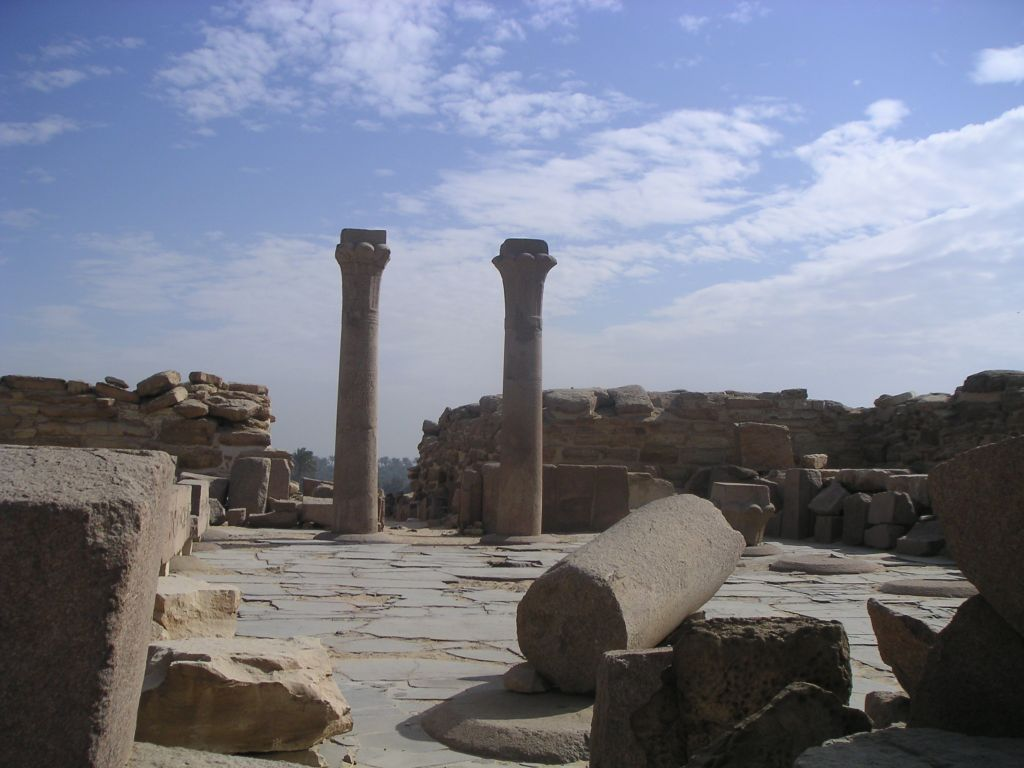
Двор погребального храма Сахура с двумя восстановленными колоннами
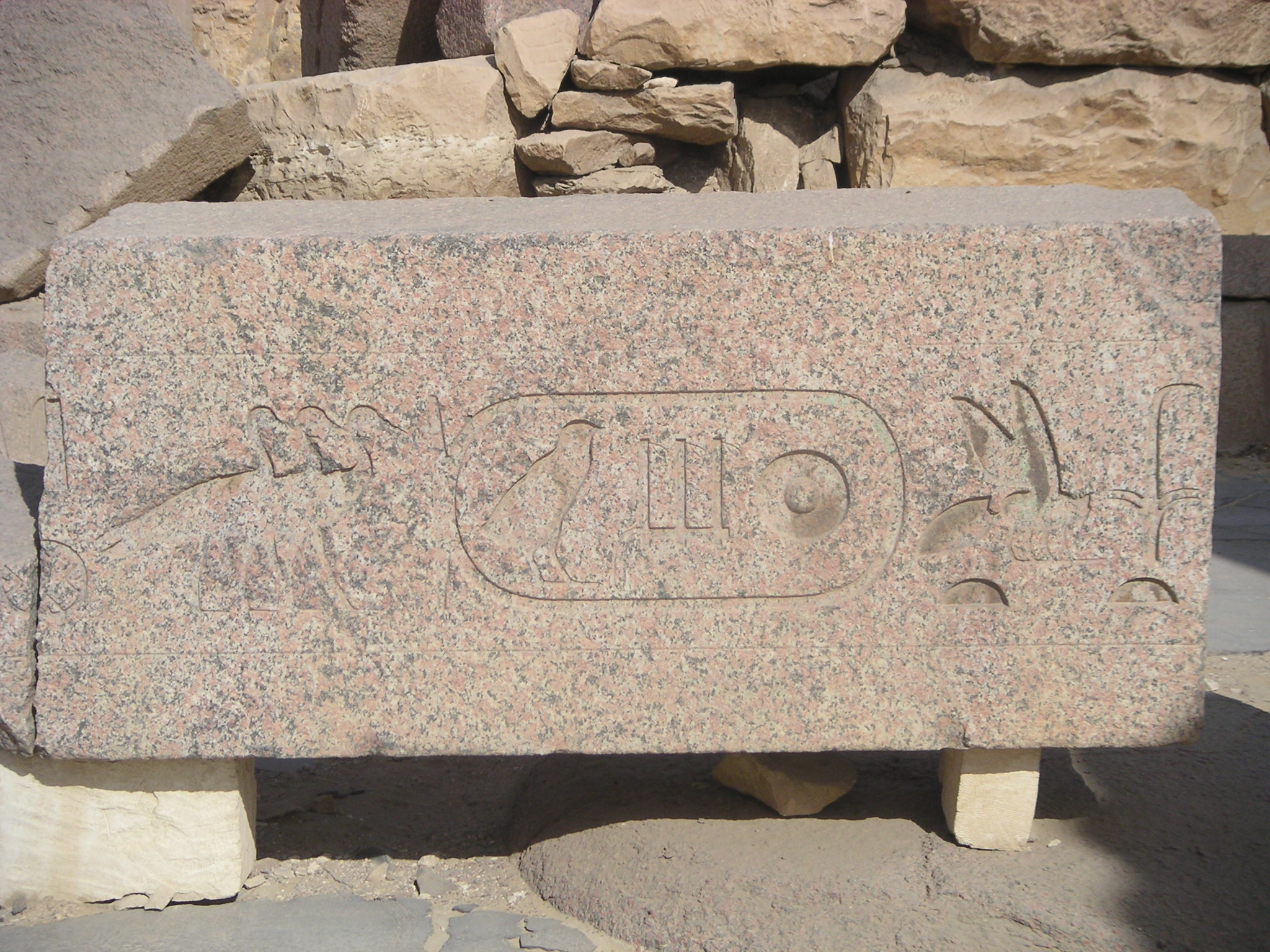
Картуш Сахура высеченная на архитраве (перекладине) его погребального храма
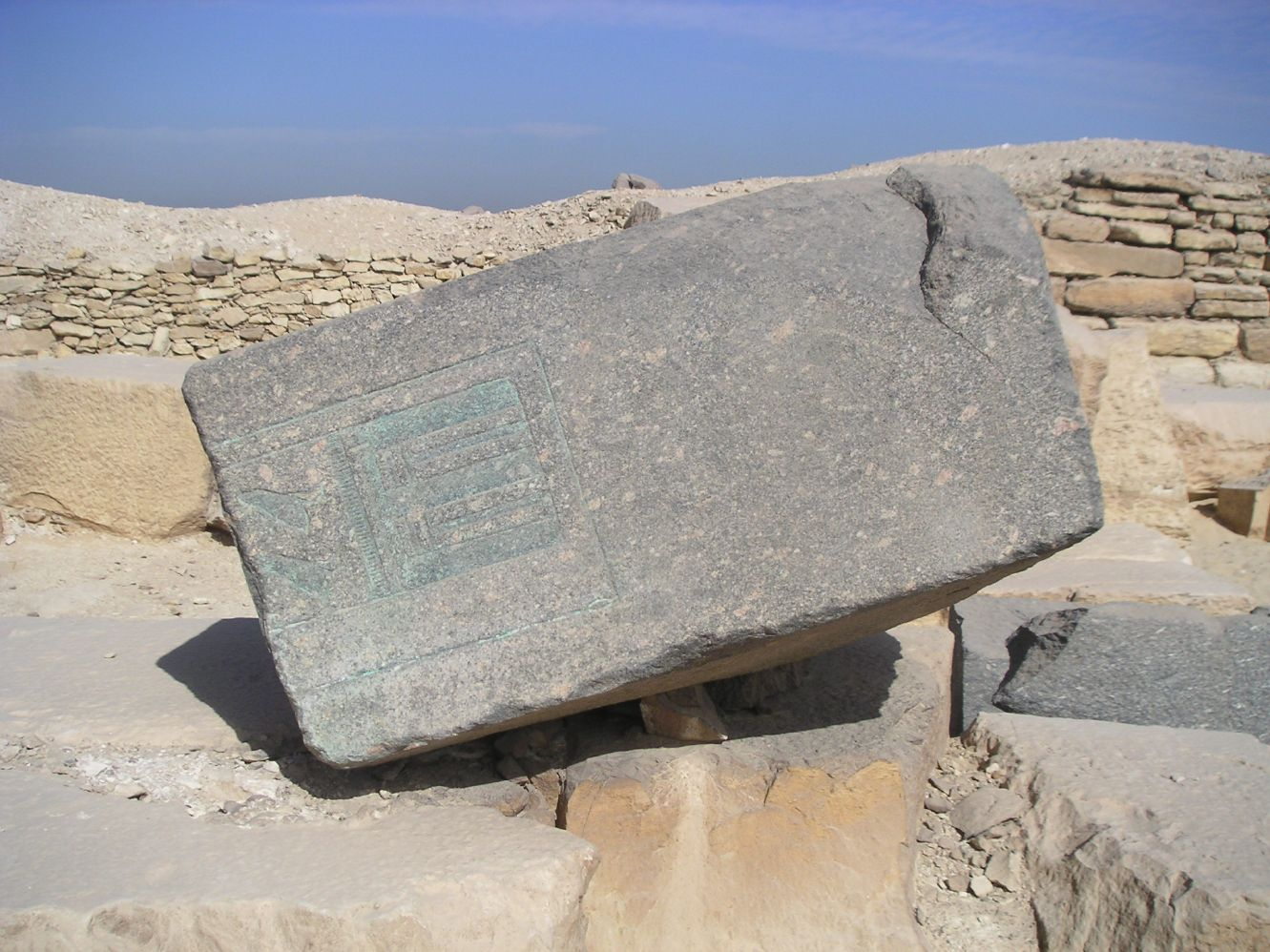
Перекладина (гранитный брус) от двери в храме Сахура
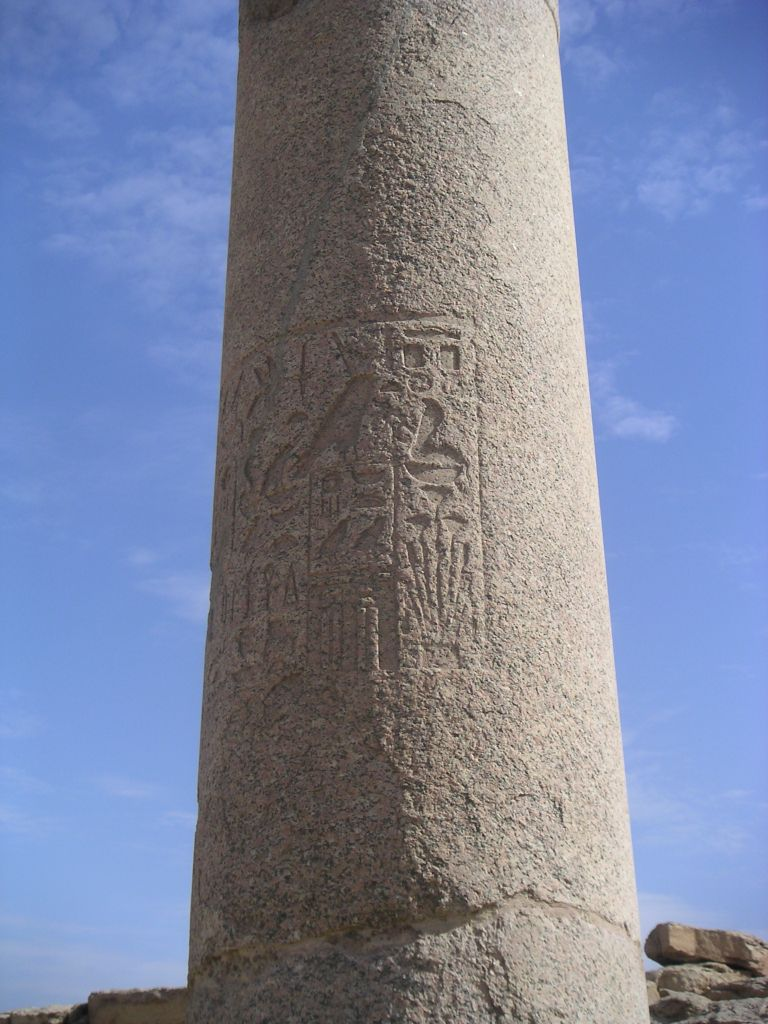
Элемент колонны из храма Сахура, содержащий имя правителя
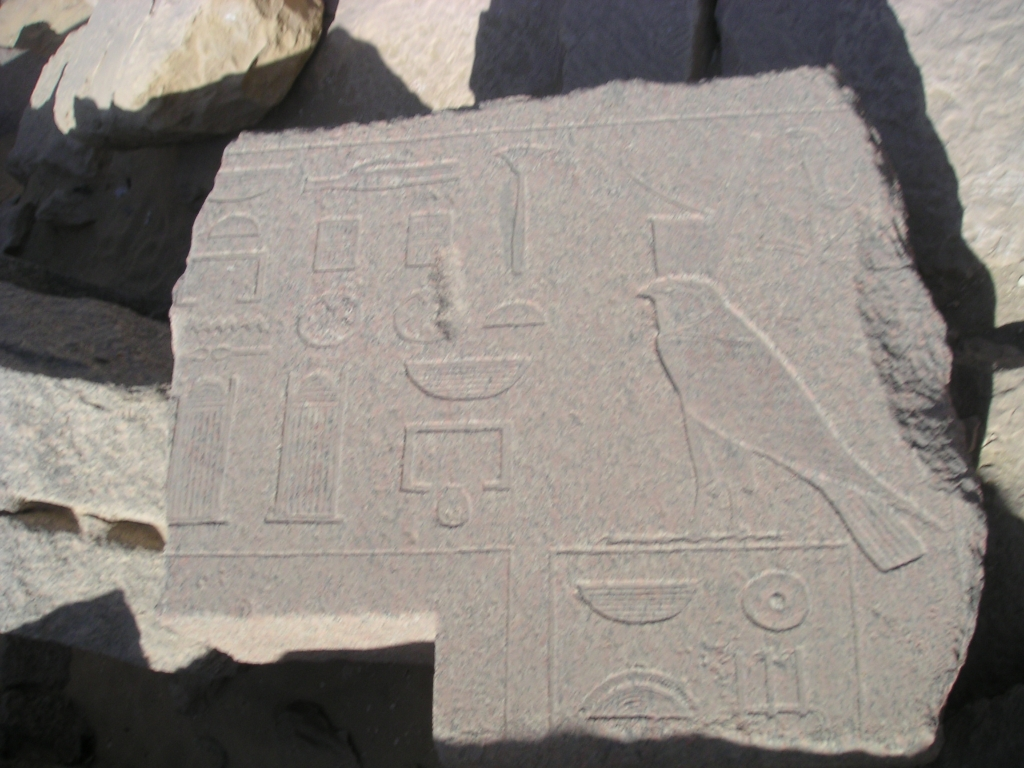
Часть монолитного порога из гранита в храме Сахура
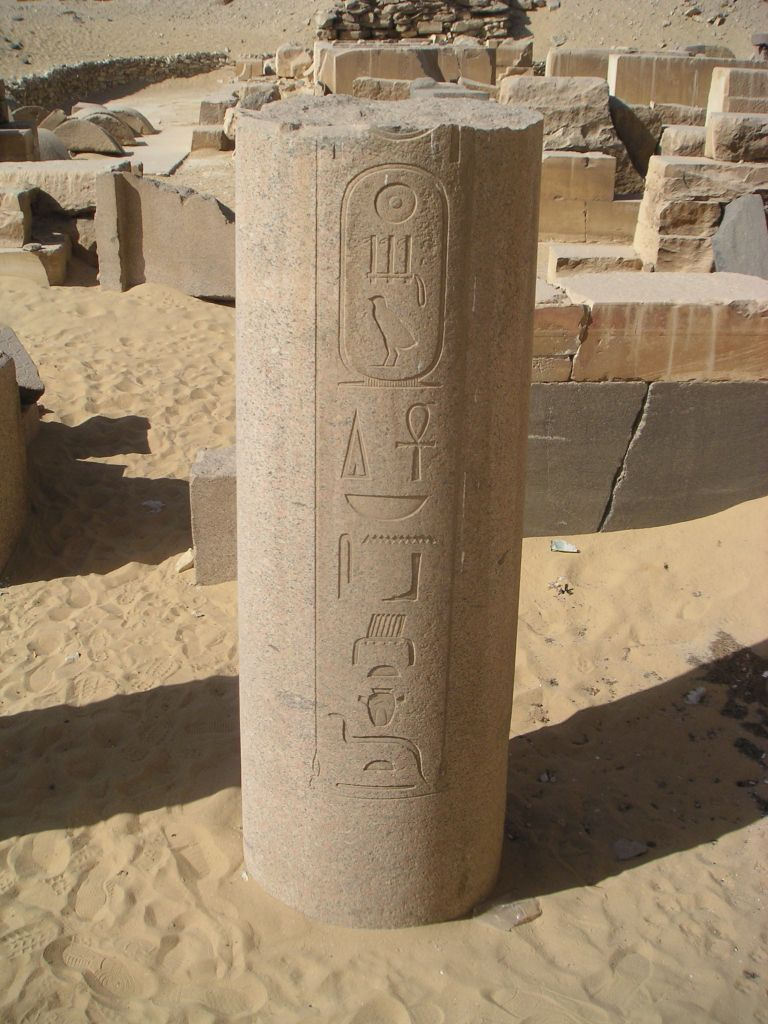
Колонна дополнительного вход в погребальный храм Сахура
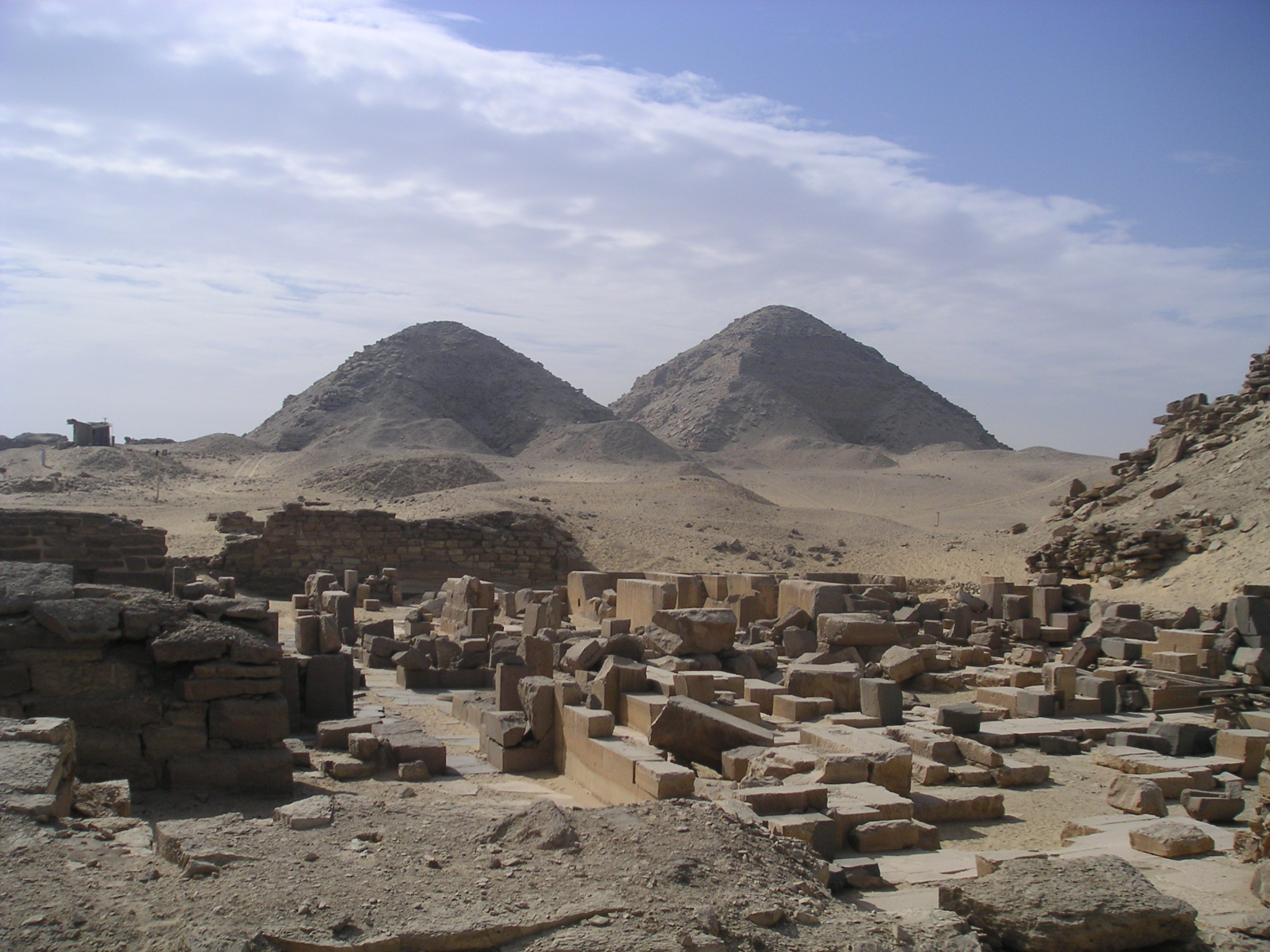
Вид от погребального храма Сахуры на пирамиды Ниусерра и Нефериркара
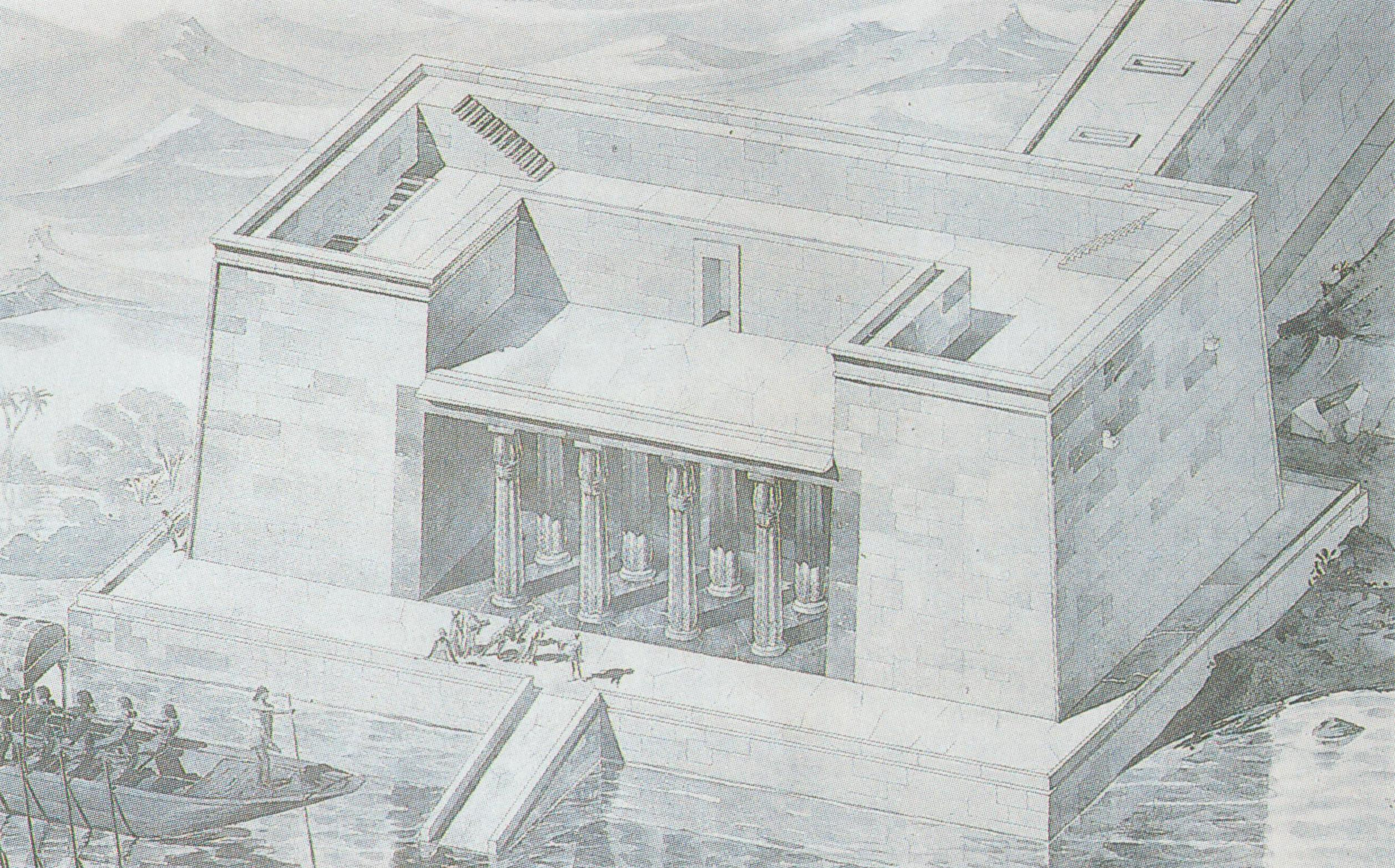
Храм долины Сахуры.